# TRIANGLE (DISH//のアルバム)
『TRIANGLE』（トライアングル）は、日本のダンスロックバンド・DISH//の5作目のフルアルバム。Sony Recordsから2023年2月1日に発売された。

## 概要
- 前作『X』から約2年振りのリリース。

## チャート成績
初週2.4万枚を売り上げ、オリコン週間アルバムランキングで自身初の1位を獲得した。

## 収録曲

### CD
1. No.1 - [3:52]
作詞：いしわたり淳治
作曲：遠藤直弥
編曲：akkin
  - 13thシングル
  - 読売テレビ・日本テレビ系アニメ『僕のヒーローアカデミア』第5期第1クールオープニングテーマ
2. しわくちゃな雲を抱いて - [3:56]
作詞：北村匠海
作曲：泉大智
編曲：山本隼人、板井直樹
  - 配信限定6thシングル
  - TBS系火曜ドラマ『ユニコーンに乗って』主題歌
3. スパゲッティ - [3:54]
作詞・作曲：橘柊生
4. 万々歳 - [3:58]
作詞：北村匠海
作曲：新井弘毅、DISH//
  - 2023年1月18日に各配信サイトにて先行配信された[7]。
  - 2023年1月18日にMVが公開された。
5. マチネソワレ - [4:21]
作詞：北村匠海
作曲：矢部昌暉
6. Brand new day - [3:27]
作詞・作曲：橘柊生
  - 配信限定7thシングル
  - ブルボン『濃厚チョコブラウニー』CMソング
7. Replay - [3:48]
作詞：北村匠海
作曲：西尾芳彦、DISH//
  - 15thシングル
  - 『第89回NHK全国学校音楽コンクール・中学生の部』課題曲
  - NHK『みんなのうた』2022年8月・9月オンエア楽曲
8. 五明後日 - [4:21]
作詞：北村匠海
作曲：山崎将義、DISH//
  - 配信限定8thシングル
  - テレビ朝日系木曜ドラマ『ザ・トラベルナース』主題歌
9. ブラックコーヒー - [3:01]
作詞・作曲：DISH//
10. FLY - [2:32]
作詞・作曲：泉大智
11. 沈丁花 - [3:52]
作詞：はっとり
作曲：はっとり、北村匠海
編曲：はっとり、宗本康兵
  - 14thシングル
  - 日本テレビ系土曜ドラマ『二月の勝者-絶対合格の教室-』主題歌
12. 真っ白 - [3:35]
作詞・作曲：北村匠海

### 特典DVD

#### 完全生産限定盤
- 10周年記念！山梨弾丸ドライブ旅！

#### 初回生産限定盤A
- DISH// SUMMER AMUSEMENT ’22 -PLANET-

1. Opening of DISH// SUMMER AMUSEMENT'22 -PLANET-
2. Shout it out
3. rock'n'roller
4. FLAME
5. JUMPer
6. 僕の太陽
7. That's My Life
8. ありのまんまが愛しい君へ
9. 猫
10. しわくちゃな雲を抱いて
11. FLASH BACK
12. Shall We Dance????
13. HIGH-VOLTAGE DANCER
14. 宇宙船
15. 音花火
16. DAWN
17. 星をつかむ者達へ
18. B-BOY
19. NOT FLUNKY
20. Seagull
21. Replay
22. 好きになってくれてありがとう
23. No.1

#### 初回生産限定盤B
- LIVE TOUR -DISH//- 2022「今」 2022.6.25 ＆ ビジュアルコメンタリー

1. Opening of LIVE TOUR -DISH//- 2022「今」
2. バースデー
3. Get Power
4. FREAK SHOW
5. JUMPer
6. Shall We Dance????
7. BEAT MONSTER
8. NOT FLUNKY
9. QQ
10. 明日を見つめて
11. 猫
12. 沈丁花
13. birds
14. SING-A-LONG
15. Rock Your Body Rock
16. B-BOY
17. 東京VIBRATION
18. Seagull
19. 虹のカケラ